# Ben Osborn
Benjamin Jarrod Osborn, född 5 augusti 1994, är en engelsk fotbollsspelare som spelar för Derby County.

## Karriär
Osborn debuterade för Nottingham Forest i Championship den 29 mars 2014 i en 1–1-match mot Ipswich Town. Efter säsongen 2017/2018 blev Osborn utsedd till "Årets spelare i Nottingham Forest".
Den 26 juli 2019 värvades Osborn av Sheffield United, där han skrev på ett treårskontrakt. Den 28 juni 2024 blev Osborn klar för en återkomst i Derby County, där han skrev på ett tvåårskontrakt.